# 20 kilomètres marche masculin aux Jeux olympiques d'été de 1984
Navigation
Moscou 1980 Séoul 1988
L'épreuve du 20 kilomètres marche masculin aux Jeux olympiques de 1984 s'est déroulée le 3 août 1984 dans les rues de Los Angeles, aux États-Unis, avec un départ et une arrivée au Memorial Coliseum.  Elle est remportée par le Mexicain Ernesto Canto.

## Résultats

### Finale
| Rang               | Athlète                 | Pays                 | Temps           | Notes |
| ------------------ | ----------------------- | -------------------- | --------------- | ----- |
| Médaille d'or      | Ernesto Canto           | Mexique              | 1 h 23 min 13 s | OR    |
| Médaille d'argent  | Raúl González Rodríguez | Mexique              | 1 h 23 min 20 s |       |
| Médaille de bronze | Maurizio Damilano       | Italie               | 1 h 23 min 26 s |       |
| 4                  | Guillaume LeBlanc       | Canada               | 1 h 24 min 29 s |       |
| 5                  | Carlo Mattioli          | Italie               | 1 h 25 min 07 s |       |
| 6                  | Josep Marín             | Espagne              | 1 h 25 min 32 s |       |
| 7                  | Marco Evoniuk           | États-Unis           | 1 h 25 min 42 s |       |
| 8                  | Erling Andersen         | Norvège              | 1 h 25 min 54 s |       |
| 9                  | Querubín Moreno         | Colombie             | 1 h 26 min 04 s |       |
| 10                 | David Smith             | Australie            | 1 h 26 min 48 s |       |
| 11                 | François Lapointe       | Canada               | 1 h 27 min 06 s |       |
| 12                 | Héctor Moreno           | Colombie             | 1 h 27 min 12 s |       |
| 13                 | Philip Vesty            | Royaume-Uni          | 1 h 27 min 28 s |       |
| 14                 | Simon Baker             | Australie            | 1 h 27 min 43 s |       |
| 15                 | Gérard Lelièvre         | France               | 1 h 27 min 50 s |       |
| 16                 | Willi Sawall            | Australie            | 1 h 28 min 24 s |       |
| 17                 | Marcelino Colin         | Mexique              | 1 h 28 min 26 s |       |
| 18                 | Francisco Vargas        | Colombie             | 1 h 28 min 46 s |       |
| 19                 | Ian McCombie            | Royaume-Uni          | 1 h 28 min 53 s |       |
| 20                 | Martial Fesselier       | France               | 1 h 29 min 46 s |       |
| 21                 | Marcel Jobin            | Canada               | 1 h 29 min 49 s |       |
| 22                 | Chand Ram               | Inde                 | 1 h 30 min 06 s |       |
| 23                 | Jim Heiring             | États-Unis           | 1 h 30 min 20 s |       |
| 24                 | Steve Barry             | Royaume-Uni          | 1 h 30 min 46 s |       |
| 25                 | José Pinto              | Portugal             | 1 h 30 min 54 s |       |
| 26                 | Abdelouahab Ferguene    | Algérie              | 1 h 31 min 24 s |       |
| 27                 | Zhang Fuxin             | Chine                | 1 h 32 min 10 s |       |
| 28                 | Alessandro Pezzatini    | Italie               | 1 h 32 min 27 s |       |
| 29                 | Martin Toporek          | Autriche             | 1 h 33 min 58 s |       |
| 30                 | Benamar Kechkouche      | Algérie              | 1 h 34 min 12 s |       |
| 31                 | Santiago Fonseca        | Honduras             | 1 h 34 min 47 s |       |
| 32                 | Pius Munyasia           | Kenya                | 1 h 34 min 53 s |       |
| 33                 | Daniel O'Connor         | États-Unis           | 1 h 35 min 12 s |       |
| 34                 | José Víctor Alonzo      | Guatemala            | 1 h 35 min 32 s |       |
| 35                 | Stefano Casali          | Saint-Marin          | 1 h 35 min 48 s |       |
| 36                 | Osvaldo Morejon         | Bolivie              | 1 h 44 min 42 s |       |
| 37                 | Luis Campos             | Salvador             | 1 h 48 min 45 s |       |
| 38                 | Amjad Tawalbeh          | Jordanie             | 1 h 49 min 35 s |       |
| —                  | Reima Salonen           | Finlande             | DNS             |       |
| —                  | Dominique Guebey        | France               | DNS             |       |
| —                  | Dieter Hoffmann         | Allemagne de l'Ouest | DNS             |       |
| —                  | Lars Ove Moen           | Norvège              | DNS             |       |

## Légende
Records et Performances
- AR : Record continental (area record)
- CR : Record des championnats (championship record)
- MR : Record du meeting (meet record)
- NR : Record national (national record)
- OR : Record olympique (olympic record)
- PR : Record paralympique (paralympic record)
- PB : Record personnel (personal best)
- SB : Meilleure performance personnelle de la saison (season's best)
- WL : Meilleure performance mondiale de l'année (world leader)
- WJR : Record du monde junior (world junior record)
- WR : Record du monde (world record)

Circonstances et Conditions
- DNF : N'a pas terminé (did not finish)
- DNS : N'a pas pris le départ (did not start)
- DQ : Disqualification (disqualification)
- NM : Aucun essai valable enregistré (No Mark)
- Q : Qualifié « directement » au prochain tour (ou à la prochaine compétition), lors d'une compétition majeure, grâce au classement ou à la réalisation des minima (automatic qualifier)
- q : Qualifié au prochain tour (ou à la prochaine compétition), lors d'une compétition majeure, grâce au repêchage ou à la réalisation de l'une des meilleures performances parmi celles des « non qualifiés directement » (grâce au meilleur temps ou à la meilleure distance par exemple) (secondary qualifier)